# Wyparownik (odsalarka)

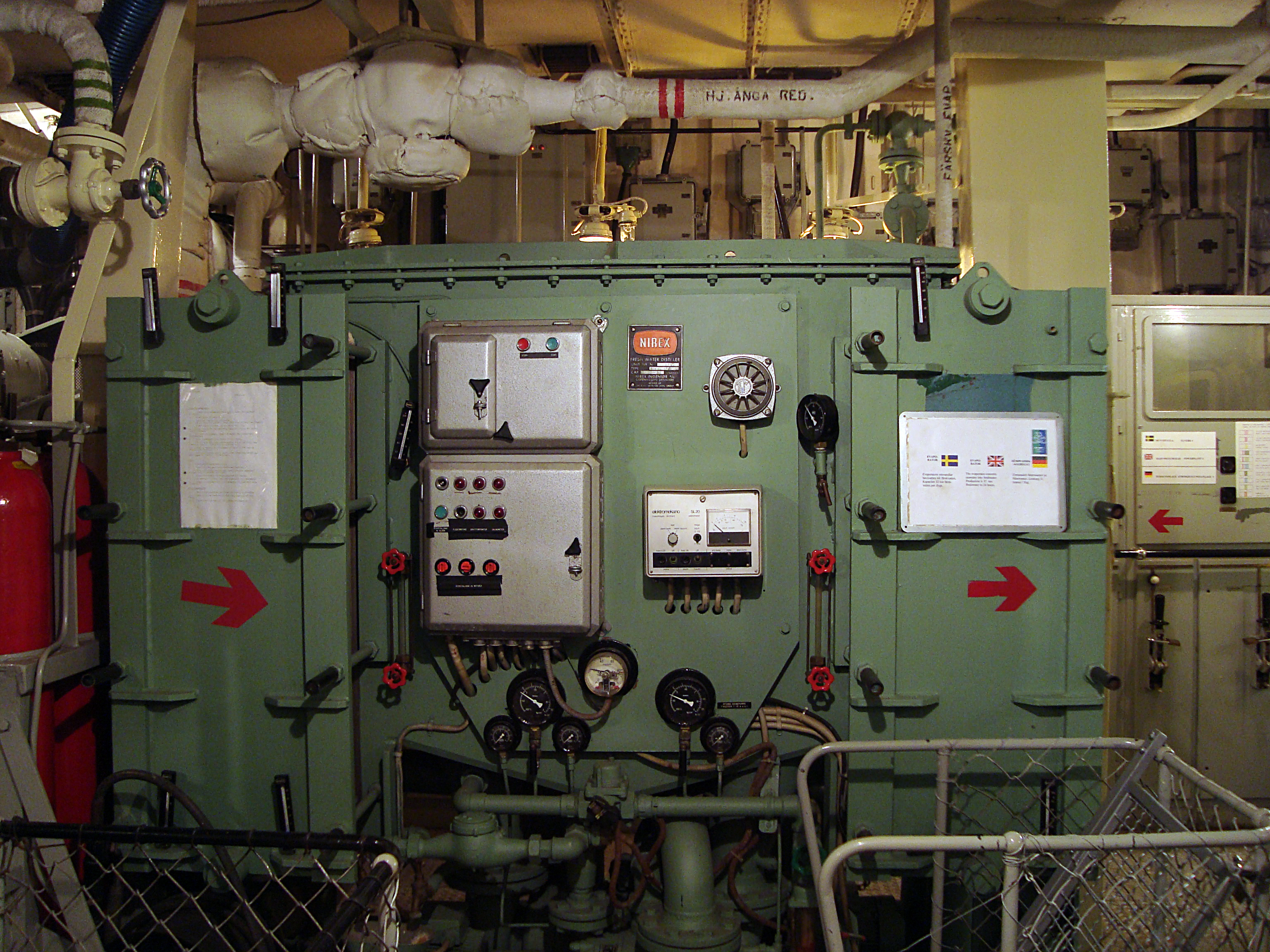
Wyparownik statkowy, mogący dostarczyć 32 m³ wody na dobę

Wyparownik – urządzenie na statku morskim służące do uzyskiwania wody słodkiej z wody morskiej metodą destylacji.
Zapas wody słodkiej zawsze był problemem w dłuższych rejsach po morzu. Ilość wody zabranej w zbiornikach lub beczkach (z ewentualnym uzupełnianiem deszczówką) limitowała autonomiczność jednostki. Po wejściu do użytku statków o napędzie mechanicznym potrzeby wzrosły, gdyż dużo słodkiej wody potrzebne było do zasilania kotłów oraz do chłodzenia silników. W tej sytuacji zaczęto instalować urządzenia do destylacji wody morskiej na dużą skalę.
Woda morska w wyparownikach jest podgrzewana za pomocą pary wodnej (na statkach wyposażonych w instalację parową, najczęściej na parowcach), wodą z chłodzenia silnika lub elektrycznie. 
Wyparowniki ogrzewane parą budowane są jako nadciśnieniowe zaś te, korzystające z wody chłodzącej są podciśnieniowe (zwane też próżniowymi).
Stosowanie wyparowników podciśnieniowych w siłowniach spalinowych pozwala na uzyskanie większej sprawności siłowni (część ciepła odpadowego jest wykorzystana, wyparownik działa jak dodatkowa chłodnica). Ponadto woda wrze w niższej temperaturze, co zapobiega wytrącaniu się kamienia kotłowego.
Aby uniknąć zanieczyszczenia, wyparowników należy używać tylko na pełnym morzu, z dala od ujścia rzek. Pobór wody do wyparownika powinien znajdować się nie mniej niż 20 metrów przed wylotem ścieków. Jeżeli woda uzyskana z wyparownika ma być używana do celów sanitarnych lub spożywczych, należy ją uzdatnić przez napowietrzanie i dodanie soli mineralnych.